# Les Molunes
Les Molunes ist eine Ortschaft und eine Commune déléguée in der Gemeinde Septmoncel les Molunes mit 131 Einwohnern (Stand: 1. Januar 2019) im französischen Département Jura in der Region Bourgogne-Franche-Comté.

## Geographie

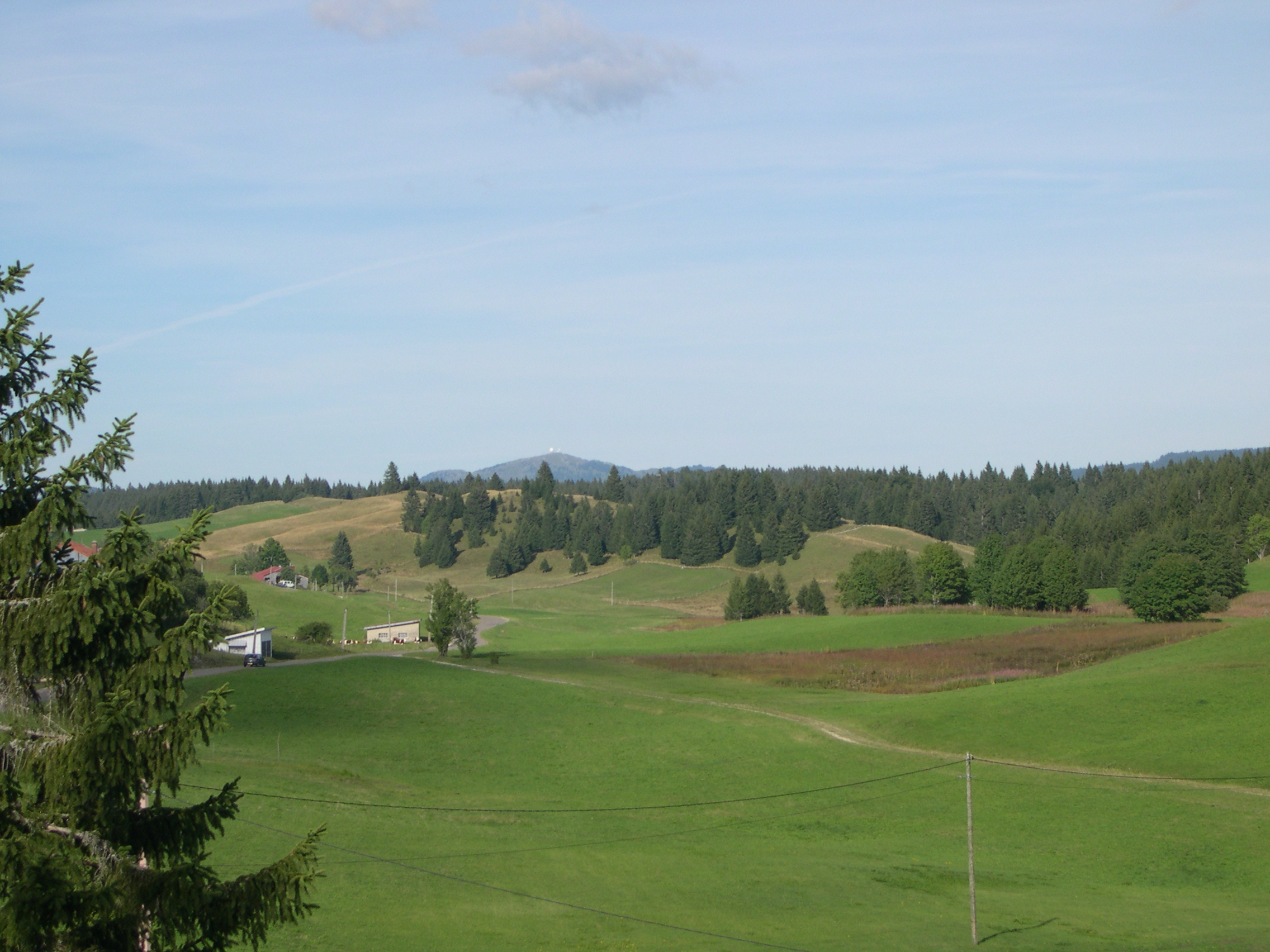
Landschaft bei Les Molunes, im Hintergrund der Berggipfel La Dôle

Les Molunes liegt auf 1250 m und gehört damit zu den höchstgelegenen Orten des Juras, etwa acht Kilometer südöstlich der Stadt Saint-Claude (Luftlinie). Die Streusiedlungsgemeinde erstreckt sich im Hochjura, in einer Mulde der Hautes-Combes, westlich des Tals der Valserine.
Die Fläche der 20,80 km² großen Commune déléguée umfasst einen Abschnitt des französischen Juras. Das Gebiet der Commune déléguée liegt fast ausschließlich auf der Hochfläche der Hautes-Combes (im Mittel auf 1250 m). Die Landschaft ist gewellt und zeigt Geländestrukturen wie Höhenrücken und Mulden, die gemäß der Streichrichtung des Faltenjuras in diesem Gebiet in Südwest-Nordost-Richtung orientiert sind. Die Muldenlagen, darunter die Combe de Laisia, weisen keinen oberirdischen Abfluss auf, da das Niederschlagswasser im porösen kalkhaltigen Untergrund versickert. An verschiedenen Stellen gibt es typische Karsterscheinungen wie beispielsweise Dolinen und Karrenfelder. Mit 1330 m wurde auf einem Höhenrücken im Zentrum des Gebiets der Commune déléguée die höchste Erhebung von Les Molunes erreicht. Die Hochfläche der Hautes-Combes zeigt ein lockeres Gefüge von Weideland und Wald.
Nach Westen reicht der Boden der Commune déléguée bis zu den Aussichtspunkten Belvédère de la Cernaise und La Roche Blanche (1140 m) oberhalb des Steilabfalls zu den Gorges du Flumen. Das einzige oberirdische Fließgewässer ist der Bief des Parres, der sich in einem Erosionstal (südliche Grenze der Commune déléguée) befindet und das Gebiet zu den Gorges du Flumen bei Saint-Claude entwässert. Im Osten erstreckt sich das Areal der Commune déléguée bis an den Flusslauf der Valserine zwischen Lélex und Mijoux und umfasst somit den gesamten bewaldeten westlichen Talhang (Côte Chevalière). Das Gebiet der Commune déléguée ist Teil des Regionalen Naturparks Haut-Jura (frz.: Parc naturel régional du Haut-Jura).
Les Molunes ist eine Streusiedlung, die aus Hofgruppen und Einzelhöfen besteht. Nachbargemeinden der Gemeinde Les Molunes waren Septmoncel und Lajoux im Norden, Mijoux im Osten, Lélex und Bellecombe im Süden sowie Les Moussières und Villard-Saint-Sauveur im Westen.

## Geschichte
Das Hochplateau um Les Molunes gehörte zum Besitz des Klosters Saint-Claude. Bis ins 18. Jahrhundert hinein wurden die meisten Höfe nicht ganzjährig bewirtschaftet. 1790 wurde Les Molunes nach der Abtrennung von Septmoncel eine eigenständige Gemeinde. Die Ortschaft besitzt keine eigene Kirche.
Die Gemeinde Les Molunes wurde am 1. Januar 2017 mit Septmoncel zur neuen Gemeinde Septmoncel les Molunes zusammengeschlossen.

## Bevölkerung
| Bevölkerungsentwicklung | Bevölkerungsentwicklung |
| Jahr                    | Einwohner               |
| ----------------------- | ----------------------- |
| 1962                    | 141                     |
| 1968                    | 116                     |
| 1975                    | 74                      |
| 1982                    | 72                      |
| 1990                    | 93                      |
| 1999                    | 124                     |
| 2004                    | 130                     |
| 2017                    | 136                     |

Mit zuletzt 151 Einwohnern (Stand 1. Januar 2013) gehörte Les Molunes zu den kleinsten Gemeinden des Départements Jura. Nachdem die Einwohnerzahl in der ersten Hälfte des 20. Jahrhunderts markant abgenommen hatte (1896 wurden noch 563 Personen gezählt), wurde seit Mitte der 1980er-Jahre wieder eine leichte Bevölkerungszunahme verzeichnet.

## Wirtschaft und Infrastruktur
Les Molunes war bis weit ins 20. Jahrhundert hinein ein vorwiegend durch die Landwirtschaft, insbesondere Viehzucht und Milchwirtschaft, sowie durch die Forstwirtschaft geprägtes Dorf. Noch heute leben die Bewohner zur Hauptsache von der Tätigkeit im ersten Sektor. Außerhalb des primären Sektors gibt es nur wenige Arbeitsplätze in der Gemeinde.
Die Ortschaft liegt abseits der größeren Durchgangsstraßen an einer Departementsstraße, die von Les Moussières nach Lajoux führt. Die Hauptzufahrt erfolgt von Les Moussières. Weitere Straßenverbindungen bestehen mit Septmoncel und Bellecombe.